# Complesso immune

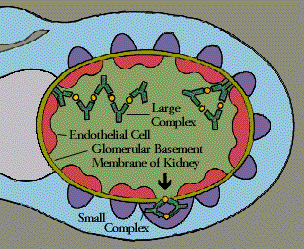
Rappresentazione grafica di immunocomplessi ("Large Complex" e "Small Complex") a livello renale.

Un complesso immune, chiamato anche immunocomplesso, complesso antigene-anticorpo o anticorpo legato all'antigene, è una molecola formata dal legame di più antigeni ad anticorpi. L'antigene e l'anticorpo legati agiscono come un oggetto unitario, a tutti gli effetti un antigene proprio con un epitopo specifico. Dopo una reazione antigene-anticorpo, gli immunocomplessi possono essere soggetti a una qualsiasi serie di risposte, incluse la deposizione del complemento, l'opsonizzazione, la fagocitosi o l'elaborazione da parte delle proteasi. I globuli rossi che trasportano i recettori CR1 sulla loro superficie possono legare gli immunocomplessi rivestiti di C3b e trasportarli ai fagociti, principalmente nel fegato e nella milza, per poi ritornare alla circolazione generale. 
Il rapporto tra antigeni e anticorpi determina la dimensione e la forma del complesso immune. Questo, a sua volta, determina l'effetto del complesso immune. Molte cellule immunitarie innate presentano i FcR, recettori di membrana che legano le regioni costanti degli anticorpi. La maggior parte dei FcR sulle cellule immunitarie innate ha una bassa affinità per un singolo anticorpo e invece deve legarsi a un complesso immune contenente più anticorpi per iniziare il proprio percorso di segnalazione intracellulare e trasmettere un messaggio dall'esterno all'interno della cellula. Inoltre, il raggruppamento e il legame tra più immunocomplessi consente un aumento dell'avidità, o forza di legame, dei FcR. Ciò consente alle cellule immunitarie innate di ottenere più input contemporaneamente e impedisce che vengano attivate precocemente. 

## Funzioni

### Regolazione della produzione di anticorpi
I complessi immunitari possono svolgere un ruolo nella regolazione della produzione di anticorpi. Le cellule B esprimono i i recettori delle cellule B (BCR) sulla loro superficie e il legame dell'antigene a questi recettori avvia una cascata di segnali che porta alla loro attivazione. Le cellule B esprimono sulla loro superficie anche i FcγRIIb, recettori a bassa affinità specifici per la regione costante delle IgG. Gli immunocomplessi IgG rappresentano il ligando di questi recettori e il legame del complesso immune a questi recettori induce l'apoptosi (morte cellulare). Dopo che le cellule B sono state attivate, si differenziano in plasmacellule e cessano di esprimere BCR ma continuano a esprimere FcγRIIb, il che consente agli immunocomplessi IgG di regolare la produzione di IgG tramite un feedback negativo e prevenire la produzione incontrollata di IgG.

### Attivazione di cellule dendritiche e macrofagi
I complessi immunitari, in particolare quelli costituiti da IgG, svolgono anche una varietà di ruoli nell'attivazione e nella regolazione dei fagociti, che comprendono le cellule dendritiche (CD) e i macrofagi. I complessi immuni sono più efficienti nell'indurre la maturazione delle CD rispetto a un antigene isolato. Ancora una volta, la bassa affinità di molti FcγR per le IgG significa che solo gli immunocomplessi, non i singoli anticorpi, possono indurre la cascata del segnale di FcγR. Se confrontati con i singoli anticorpi che si legano ai FcγR, gli immunocomplessi che si legano ai FcγR causano cambiamenti significativi nell'internalizzazione e nell'elaborazione dell'antigene, nella maturazione delle vescicole contenenti l'antigene internalizzato e nell'attivazione nelle CD e nei macrofagi. Esistono più classi di macrofagi e CD che esprimono differenti FcγR, che hanno differenti affinità per i singoli anticorpi e immunocomplessi. Ciò consente di regolare con precisione la risposta della CD o del macrofago, regolando successivamente il livello di IgG. Questi diversi FcγR causano risposte diverse nelle loro CD o nei loro macrofagi, avviando diversi percorsi di segnalazione che possono attivare o inibire le funzioni cellulari. Il legame del complesso immune al recettore di membrana della CD e l'internalizzazione del complesso immune e del recettore inizia il processo di presentazione dell'antigene, che consente alla CD di attivare le cellule T. Attraverso questo processo, gli immunocomplessi provocano una maggiore attivazione delle cellule T. 

### Eliminazione dei complessi immuni opsonizzati
Gli FcγR di tipo I, un altro tipo di recettore della regione costante delle IgG, possono legarsi agli immunocomplessi IgG e portare all'eliminazione del complesso opsonizzato. I complessi immunitari si legano a più FcγR di tipo I, che si raggruppano sulla superficie cellulare e iniziano la via di segnalazione ITAM. Questa via di segnalazione coinvolge la fosforilazione di amminoacidi specifici all'interno di una sequenza di proteine e alla fine porta all'eliminazione del complesso immune opsonizzato.

## Patologie
I complessi immuni possono essi stessi causare malattie quando si depositano negli organi, ad esempio in alcune forme di vasculite. Questa è la terza forma di ipersensibilità nella classificazione di Gell-Coombs, chiamata ipersensibilità di tipo III. Tale ipersensibilità, progredendo verso stati di malattia, produce le malattie da immunocomplessi. 
Il deposito di immunocomplessi è una caratteristica importante di diverse malattie autoimmuni, tra cui l'artrite reumatoide, la sclerodermia e la sindrome di Sjögren. L'incapacità di degradare gli immunocomplessi nel lisosoma e il successivo accumulo sulla superficie delle cellule immunitarie è stata associata al lupus eritematoso sistemico.